# Onthophagus mouhoti
Onthophagus mouhoti là một loài bọ cánh cứng trong họ Bọ hung (Scarabaeidae).